# Mexiconiscus laevis
Mexiconiscus laevis är en kräftdjursart som först beskrevs av Rioja 1956.  Mexiconiscus laevis ingår i släktet Mexiconiscus och familjen Trichoniscidae. Inga underarter finns listade i Catalogue of Life.